# 장시간 음반

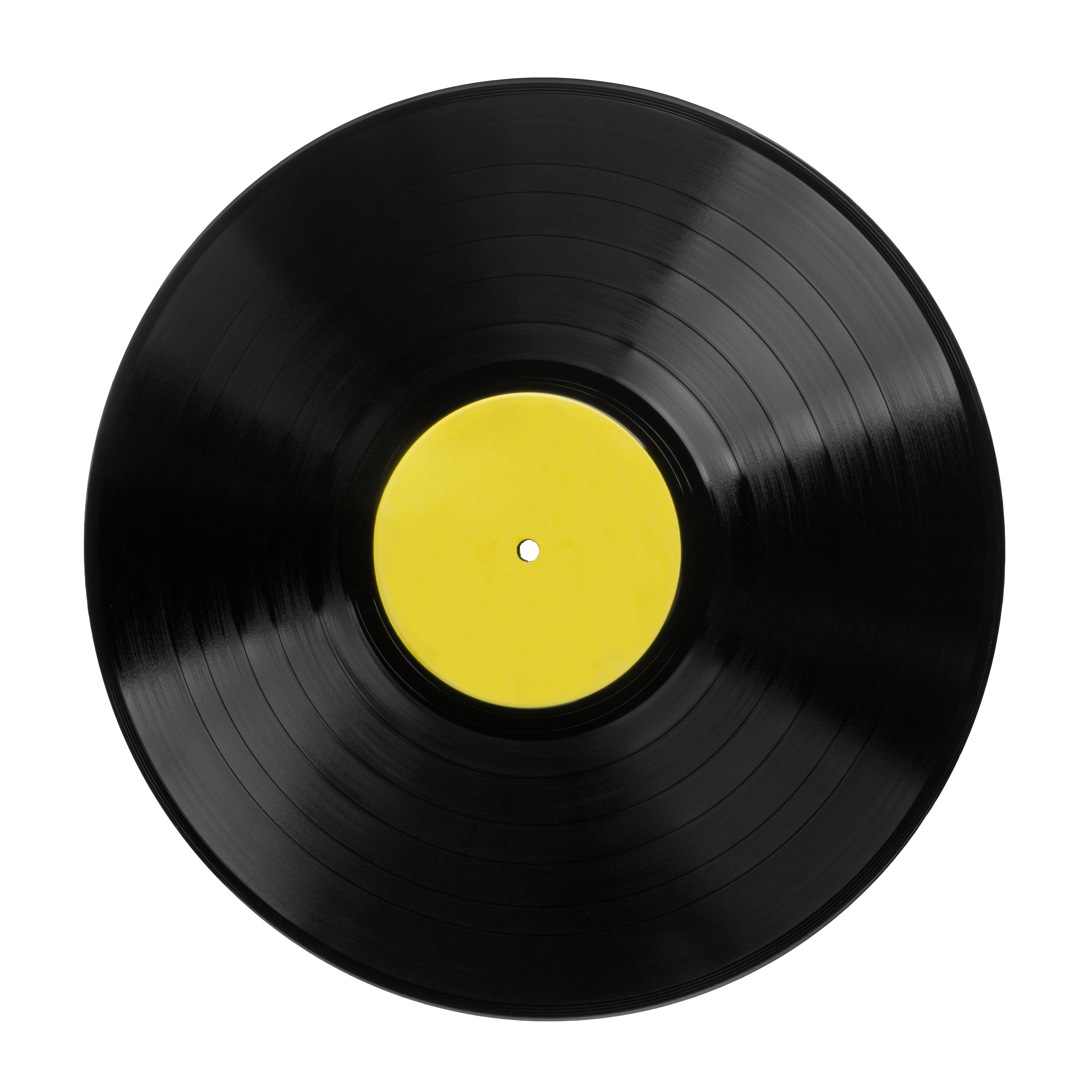
LP 레코드

LP 로고.

장시간 음반(long play record; LP) 또는 33⅓ 회전 마이크로그루브 바이닐 음반(33⅓ rpm microgroove vinyl record)은 아날로그 음원 저장 장치인 축음기 음반의 표준 중 하나이다. 1948년 컬럼비아 레코드에서 개발하였으며, 얼마 있지 않아 음반 산업 전체의 표준으로 자리잡았다. 한 면에 22분을 녹음할 수 있으며, 음반의 크기는 지름 30 cm(12인치)이다.

## 역사
분당 33⅓ 회전하는 규격의 최초의 음반은 1931년, RCA 레코드에서 개발되었다. 그러나 여러 가지 기술적 문제와, 몇 년 만에 찾아온 대공황으로 말미암은 재정적 문제 등으로 대량 생산을 포기하고, 개발을 단념하였다. 비슷한 시기에 컬럼비아 레코드 역시 동일한 규격의 음반을 개발하여 상업적으로 출시하였으나, 비슷한 기술적인 어려움을 겪은 뒤 1932년에 철수하였다.
컬럼비아 레코드(CBS 레코드)의 엔지니어 페터 카를 골트마르크(Peter Carl Goldmark)는 토스카니니가 지휘하는 NBC 교향악단과 호로비츠가 협연한 브람스의 협주곡을 경쟁사인 RCA 레코드의 표준시간 음반(SP)으로 듣다가, 수시로 음반을 뒤집어주어야 하는 불편함을 느꼈다. 3년 뒤인 1948년 6월 21일, 골트마르크의 주도로 컬럼비아에서 새로운 규격의 음반이 출시되었다. 이 음반은 음반 크기와 1인치 당 그루브(레코드 음반의 홈) 수가 종전의 7인치, 85줄에서 12인치, 300줄로 늘어났으며, 재질도 셸락에서 플라스틱 비닐로 바뀌었기 때문에 무게 면에서도 개선되었다. 분당 33⅓ 회전하면서 한 면에 22-25분 가량을 녹음할 수 있었기에, 이 점에 착안한 컬럼비아 레코드에서는 이를 LP(Long Play Record)라고 명명하였다. LP는 제2차 세계 대전을 거치면서 개발된 FFRR(Full frequency range recording) 기술을 적용하여 녹음 음질도 더욱 나아졌고, 개별 곡의 길이도 3분 정도에 불과하였던 SP에 비하여 비약적으로 증가하였기에, 단기간에 SP를 대체하고 음반의 표준으로 자리잡았다.

## 포맷 장점
LP가 도입되었을 때, 가정용 축음기 레코드는 거의 모두 연마재(따라서 소음이 심한) 쉘락 화합물로 만들어졌고, 훨씬 더 큰 그루브를 사용했으며, 분당 약 78 회전(rpm)으로 재생되어 12인치 직경 레코드의 재생 시간을 측면당 5분 미만으로 제한했다. 신제품은 PVC("비닐")로 만든 12인치 또는 10인치(30 또는 25cm)의 고운 그루브 디스크였으며 331/3 rpm의 속도로 소형 "마이크로 그루브" 스타일러스로 재생되었다.
12인치 LP의 각 측면은 약 22분 동안 재생할 수 있다. 마이크로 그루브 표준만이 새로운 것이었는데, 비닐과 331⁄3 rpm 속도가 모두 수년 동안 특수 용도로 사용되었을 뿐만 아니라 (RCA Victor에 의해) 가정용 장기 재생 기록을 도입하려는 한 번의 시도에도 성공하지 못했기 때문이다.
비록 LP는 그것의 연장된 연주 시간 때문에 클래식 음악에 적합했지만, 하나의 디스크에 10개 이상의 팝 음악 녹음의 컬렉션을 넣을 수 있기도 했다. 이전에 이러한 컬렉션과 더 긴 클래식 음악은 책 형태로 묶인 개별 레코드 소매로 구성된 특별히 각인된 "레코드 앨범"에 78 rpm 레코드 세트로 판매되었다. "앨범"이라는 단어의 사용은 원디스크 LP와 동등하게 지속되었다.

## 역사

### 사운드트랙 디스크
LP의 원형은 Western Electric에 의해 개발되고 1926년에 소개된 Vitaphone motion picture sound system에 의해 사용되는 사운드트랙 디스크였다. 사운드 트랙을 목적의, 기존의 12인치 78 rpm 디스크의 각 측면의 재생 시간은 5분 미만이었다. 소리는 초당 24프레임으로 투사된 35mm 필름의 1,000피트(300m) 전체를 동반할 수 있을 만큼 긴 시간 동안 계속 재생되어야 했다. 디스크 직경은 16인치(40cm)로 증가했으며 속도는 분당 331~3바퀴로 감소했다. 후대의 작은 LP들과는 달리, 그들은 78대가 사용하는 것과 같은 큰 "스탠다드 그루브"로 만들어졌다.
기존의 레코드들과는 달리, 그루브는 라벨 근처의 기록 구역 안쪽에서 시작하여 가장자리 쪽으로 바깥쪽으로 이동하였다. 78년대와 마찬가지로, 초기의 사운드트랙 디스크는 연마재 쉘락 화합물에서 눌려져 5온스(1.4N)의 추적력을 가진 대규모 전자기 픽업에서 1회용 강철 바늘로 재생되었다.
1931년 중반까지 모든 영화 스튜디오는 광학 사운드 트랙에서 녹음을 하고 있었지만, 광학 트랙에서 더빙을 통해 숙달되어 비용을 절감하기 위해 12인치까지 축소된 사운드 트랙 디스크 세트는 디스크 전용 사운드 프로젝터를 갖춘 극장으로 배급하기 위해 1936년에야 제작되었다.

### 무선 전사 디스크
1928년부터 신디케이트 라디오 프로그램이 78 rpm 디스크에 배포되었다. 더 긴 연속 재생 시간의 만족도는 곧 Vitaphone 사운드트랙 디스크 포맷으로 이어졌다. 약 1930년부터, 이러한 대부분의 "전기적 전사"에 대해 면당 약 15분씩 재생되는 16인치 331⁄3 rpm 디스크가 사용되었다. 일부 전사는 사운드트랙 디스크와 같이 디스크 중앙에서 시작하여 바늘이 바깥쪽으로 이동하면서 눌렀으며(셸 에이킹과 강철 바늘 시대에는 바늘 마모 고려사항으로 인해 이렇게 긴 기록에서 '내부 시작'이 필요함) 반대로 가장자리에서 시작되었다.
여러 개의 디스크 면이 필요한 더 긴 프로그램은 홀수 내부 및 짝수 외부 측면의 녹음 시스템을 개척하여 한 쪽 끝에서 다음 쪽 시작까지 음질이 일치하도록 했다. 회전 테이블 쌍이 사용되었음에도 불구하고 디스크 플립을 위한 일시 중지를 피하기 위해 측면은 수동 및 자동 시퀀싱의 혼합으로 눌러야 했다. 이러한 방식으로 배열된 것은 어떤 디스크도 시퀀스에서 다음 측면을 재생하지 않아도 된다. 1–2, 3–4 및 5–6 수동 시퀀스 또는 1–6, 2–5 및 3–4 자동 시퀀스 대신, 방송 시퀀스는 측면을 1–4, 2–5 및 3–6으로 결합한다.
일부 전사는 수직으로 변조된 "힐과 데일" 그루브로 기록되었다. 이것은 더 깊은 베이스를 허용하는 것으로 밝혀졌다. (왜냐하면 초기 라디오 방송국 턴테이블에서 턴테이블 럼블이 측면으로 변조되었기 때문이다) 또한 하이엔드 주파수 응답의 확장이다. 이들 중 어느 것도 AM 방송의 한계 때문에 실제로는 큰 이점이 되지는 않았다. 오늘날 우리는 비록 원래의 라디오 청취자들이 할 수 없더라도, 그 높은 충실도의 녹음의 이점을 누릴 수 있다.
처음에, 전사 디스크는 쉘락에서만 눌렀지만, 1932년에 RCA 빅터의 비닐 기반 "Victrolac"에서 눌려졌다. 다른 플라스틱들은 때때로 사용되었다. 1930년대 후반까지, 비닐은 쉘락으로 계속 만들어진 일반 상업용 78대를 제외하고 거의 모든 종류의 압착 디스크에 표준으로 사용되었다.
1930년대 중반부터, 1오프 16인치 331⁄3 rpm 래커 디스크는 라디오 방송국에서 그들의 생방송 녹화를 보관하기 위해, 그리고 지역 방송국에서 네트워크 프로그래밍의 방송을 연기하거나 그들 자신의 제작을 사전 녹화하기 위해 사용되었다.
1940년대 후반, 자기 테이프 레코더는 여러 시간대에 방송하기 위해 네트워크에 의해 미리 녹화를 하거나 반복 녹화를 하기 위해 채택되었지만, 1960년대 초반에는 사전 녹화된 프로그래밍의 비네트워크 배포에 16인치 비닐 프레싱이 계속 사용되었다. LP의 마이크로 그루브 표준 사용은 1950년대 말에 시작되었고, 1960년대에 디스크 크기가 12인치로 줄어들어 일반 LP와 물리적으로 구별할 수 없게 되었다.
필요한 양이 매우 적은 경우가 아니라면, 프레스 디스크는 테이프보다 고품질 오디오를 배포하는 데 더 경제적인 매체였고, CD 마스터링은 기술 초기에는 매우 비쌌기 때문에 LP 형식의 전사 디스크의 사용은 1990년대까지 계속되었다. 킹 비스킷 플라워 아워는 적어도 1992년까지 LP 방송국으로 보내졌던 웨스트우드 원스 비틀 해와 닥터 디멘토 프로그램처럼 늦은 예이다.

### RCA 빅터
RCA 빅터는 1931년 9월에 가정용 장기 재생 기록의 초기 버전을 선보였다. 빅터(Victor)가 불렀던 이 "프로그램 변환" 디스크는 331/3 rpm으로 재생되었으며 일반적인 78개 디스크보다 다소 더 미세하고 가까운 간격을 가진 그루브를 사용했다. 그들은 특별한 "크롬 오렌지" 크롬 도금 강철 바늘로 연주될 예정이었다. 주로 대중적이고 가벼운 클래식 음악을 위해 사용되는 10인치 디스크는 일반적으로 셸락으로 눌렀지만, "심각한" 클래식 음악에 주로 사용되는 12인치 디스크는 빅터의 새로운 비닐 기반 빅트롤락 컴파운드에서 눌려져 있어 연주 표면이 훨씬 더 조용했다. 그들은 한 면당 최대 15분까지 지탱할 수 있었다. 레오폴드 스토코스키 휘하의 필라델피아 오케스트라에 의해 연주된 베토벤의 다섯 번째 교향곡은 12인치짜리 첫 번째 녹음이었다. 뉴욕타임스는 이렇게 썼다. "우리가 준비하지 못한 것은 복제의 질이었다...비할 데 없이 꽉 찬"
빅터에게는 불행하게도, 그곳은 내리막길이었다. 그 이후의 많은 문제는 새로운 레코딩이 아니라 기존의 78rpm 레코드 세트에서 만든 단순한 더빙이었다. 그 더빙은 원래의 78년대보다 현저히 열악했다. 331⁄3 rpm 속도의 2단 턴테이블은 적은 수의 고가의 하이엔드 기계에만 포함되었고, 사람들은 그 당시 어떤 종류의 레코드도 많이 구입하지 않고 있었다. 미국의 음반 판매량은 라디오와의 경쟁과 대공황의 영향 때문에 1921년 판매된 1억560만장의 최고 기록에서 1933년 550만장으로 떨어졌다. 1933년 이후 새로운 프로그램 기록물이 기록되고, 2단 회전표가 곧 소비자 제품에서 사라진 경우는 거의 없다. 장례식장 배경음악 녹음 몇 개를 제외하면, 마지막으로 발행된 타이틀은 지난 10년 말까지 회사의 레코드 카탈로그에서 삭제되었다. 신제품의 실패는 RCA 빅터가 향후 10년 동안 제품 개발 결정에 영향을 미치면서, 어떤 종류의 장기간의 기록이든 전망에 대한 낮은 견해를 갖게 했다.

### 콜롬비아
CBS 연구소의 수석 연구 과학자 피터 골드마크는 컬럼비아 연구팀이 최소 20분씩 측면으로 저장할 수 있는 축음기 음반을 개발하도록 이끌었다. 비록 골드마크가 그 팀을 선택한 수석 과학자였지만, 그는 실험 작업의 대부분을 윌리엄 S에게 위임했다. 골드마크가 제너럴 일렉트릭(General Electric)으로부터 유인한 바흐만과 하워드 H. 스콧.
연구는 1941년에 시작되었고, 제2차 세계 대전 동안 중단되었다가 1945년에 재개되었다. Columbia Records는 1948년 6월 18일 Waldorf Astoria에서 열린 기자 회견에서 LP를 두 가지 형식으로 발표했다. 직경은 10인치(25cm), 직경은 12인치(30cm)다. 초기 133개 음반의 출시는 85개의 12인치 클래식 LP(ML 4001 ~ 4085), 26개의 10인치 클래식(ML 2001 ~ 2026), 18개의 10인치 인기 넘버(CL 6001 ~ 6018), 4개의 10인치 청소년 음반(JL 8001 ~ 8004)이었다. 1948년 9월 발행된 1949년 콜럼비아의 카탈로그에 따르면, 최초의 12인치 LP는 뉴욕 필하모닉과 바이올린을 연주한 네이선 밀스타인의 멘델스존의 E단조 협주곡으로 브루노 월터(ML 4001)가 지휘했다. 3개의 10인치 짜리 시리즈가 발표되었는데, 이것은 The Voice of Frank Sinatra (CL 6001)를 시작으로 베토벤의 8번 교향곡 (ML 2001), 그리고 진 켈리의 동요 (JL 8001)를 시작으로 한 '클래식'이다. 또한 이 시기에 출시된 것은 푸치니의 라 보엠(SL-1)과 험퍼딩크의 헨젤과 그레텔(SL-2)이다. 12인치 프레싱은 모두 220g의 비닐이었다. 컬럼비아는 바흐 앨범 ML 4002가 작곡가들에 의해 알파벳 순서로 발매된 이후 첫 번째가 될 것을 계획했을지도 모른다. 그러나 나단 밀스타인은 1940년대에 인기 있는 재산이었기 때문에 멘델스존 협주곡 4001로 연주되었다.[13] 이 LP는 1998년 LP 50주년을 기념하기 위한 클래식 레코드와 2018년 LP 70주년을 기념하는 HMV(잉글랜드)에서 두 가지 억압이 있었다. 이 앨범의 CD도 시중에 나와 있다.

### 공개 리셉션
1948년에 LP가 도입되었을 때 78은 축음기 레코드의 전통적인 형식이었다. 1952년까지 78대는 여전히 미국에서 판매된 제품의 절반 이상을 차지했고, 달러 판매의 절반에도 미치지 못했다. 싱글곡 위주의 45곡은 유닛 매출의 30%를 조금 넘고 달러 매출의 25%를 조금 넘었다. LP는 단위 매출의 17%가 아니라 달러 매출의 26%를 약간 넘었다.
출시 10년 후, 미국에서 LP의 단위 판매 점유율은 거의 25%였고, 달러 판매 점유율은 58%였다. 나머지 대부분은 45개 업체가 차지했으며 78개 제품은 단위 매출의 2%와 달러 매출의 1%만 차지했다. 이러한 이유로, 미국의 주요 라벨은 1956년 대중 및 고전용으로 78대의 제조를 중단하였고, 그 뒤를 이어 마이너 라벨이 제작되었고, 최종 미국제 78대는 1959년에 생산되었다.
캐나다와 영국은 1960년까지 생산을 계속했고, 인도, 필리핀, 남아프리카는 1965년까지 78대를 생산했고, 마지막 거점국인 아르헨티나는 1970년까지 계속 생산했다.
연주자들이 더 긴 연주 시간을 이용하여 일관된 주제나 컨셉의 앨범을 만들면서, 1960년대부터 영어 대중음악의 "앨범 시대"에 LP의 인기는 유입되었다. "예전에는 예술적 실체로써 LP의 등장은 한때 예술에서 가장 희미한 것이었던 것을 어떻게 인지하고 기억하는지를 복잡하게 만들었습니다."라고 Christgau의 레코드 가이드: 70년대의 록 앨범에서 Robert Christgau는 썼다. "이 앨범은 70년대 토템으로 증명될 수 있다. 브리핑자 구성이 10년 안에 컴백했다. 하지만 70년대에는 기본적인 음악 유닛으로 남을 것이다. 나는 괜찮다. 나는 여러 해 동안 20분짜리 편곡과 4~6곡의 작곡/공연을 가진 이 긴 연주 기록이 저의 집중 습관에 완벽하게 맞는다는 것을 발견했다."
비록 LP의 인기는 1970년대 후반에 콤팩트 카세트와 나중에 컴팩트 디스크가 등장하면서 감소하기 시작했지만, LP는 오늘날까지도 포맷으로 남아 있다. 비닐 LP 음반은 2010년대 초에 부활했다. 2012년 영국에서의 비닐 판매량은 280만대에 달했다. 2017년 미국 비닐 판매량은 1천560만 대, 2018년 1천670만 대에 달했다.

## 경쟁 포맷
LP는 곧 45rpm으로 재생되는 지름 180mm의 7인치 크기의 비닐 레코드인 "45"와 직면하게 되었다. 그것은 1949년에 RCA 빅터에 의해 소개되었다. 이 LP와 경쟁하기 위해 45개의 박스형 앨범을 발매했고, 이 앨범은 EP (Extended Play) 45와 함께 양쪽에 두 세 개의 선택권을 쥐어짰다. 이러한 노력에도 불구하고, 45명은 싱글을 위한 포맷으로 78개를 교체하는 데 성공했다.
미국에서 78rpm 기록의 "마지막 만세"는 1950년대 초에 아우디 애호가 레이블 (위스 주, 사우크빌의 에윙 unn)에 눌린 마이크로 그루브 78 시리즈였다. 이 시리즈는 곡물이 없는 빨간색 비닐에 압착된 AP-1부터 약 AP-40까지 라벨이 붙어 있었다. 오늘날 AP-1에서 AP-5까지는 매우 부족하다. 훌륭한 그루브를 매우 촘촘하게 포장함으로써, 한 면당 17분의 경기 시간이 달성되었다. 몇 년 안에 오디오 애호가는 331⁄3.로 바꾸었다.
릴과 릴의 마그네틱 테이프 레코더는 1950년대에 LP에 새로운 도전을 제기했지만, 사전 녹음 테이프의 높은 가격은 테이프를 틈새 시장에 국한시키는 몇 가지 요인 중 하나였다. 카트리지와 카세트 테이프는 릴과 릴 테이프보다 더 편리하고 저렴했으며 1960년대 중반부터 자동차용으로 인기를 끌었다. 그러나, 더 나은 테이프 제형과 소음 감소 시스템에 의해 카세트의 오디오 품질이 크게 향상되었던 1970년대까지 LP는 가정에서 녹음된 음악을 들을 수 있는 주요 매체로서 심각하게 도전받지 못했다. 1983년까지, 카세트는 미국에서 LP보다 많이 팔렸다.
콤팩트 디스크(CD)는 1982년에 도입되었다. 그것은 이론적으로는 전혀 잡음이 없고 반복된 연주나 약간의 긁힘과 긁힘으로 인해 청각적으로 저하되지 않는 녹음을 제공했다. 처음에 CD와 CD 플레이어의 훨씬 높은 가격은 그들의 목표 시장을 부유한 얼리 어답터나 오디오 파일로 제한했다; 그러나 가격이 내려갔고 1988년까지 CD는 LP를 팔았다. 그 CD는 1992년에 카세트를 통해 가장 많이 팔리는 형식이 되었다.
다른 형태의 축음기 레코드와 함께, 그 중 일부는 다른 재료로 만들어졌고, LP는 이제 단순히 "비닐"이라고 널리 언급된다. 1990년대 후반부터 비닐 부흥이 있었다. 틈새시장, 특히 오디오필러, DJ, 인디음악 팬들 사이에서 수요가 증가했지만, 2018년 기준으로 대부분의 음악 판매는 온라인 다운로드와 온라인 스트리밍에서 비롯되었다. 그 가용성, 편리성, 가격 때문이다.

## 재생 시간
사운드 필름이나 "토키"가 등장하면서, 더 큰 저장 공간이 필요하게 되면서 331/3rpm 레코드의 매력이 높아졌다. 영화관에서 영화 프로젝터와 동기화된 레코드에서 재생되는 사운드 트랙은 78대가 제공한 측면당 5분만에 맞출 수 없었다. 처음 도입되었을 때, 12인치 LP는 최대 한 면당 약 23분, 약 15인치 동안 10인치를 재생했다. 그러나 그들은 대공황이 한창일 때 풀려났고 그 당시의 많은 가난한 사람들에게 경박해 보였기 때문에 즉각적인 성공은 아니었다. 1948년 컬럼비아 레코드에 의해 "마이크로그로브"가 개발되고 나서야 롱 플레이어(LP)는 현대까지 이어지는 최대 플레이 시간에 도달했다.
처음에 경제와 취향은 각 포맷에서 어떤 종류의 음악을 사용할 수 있는지 결정하였다. 음반회사 임원들은 고급 클래식 팬들이 한 면당 4분씩 여러 곡의 78곡을 넘기지 않고도 베토벤 교향곡이나 모차르트 협주곡을 듣고 싶어할 것이고, 한 번에 한 곡을 듣는데 익숙했던 대중 음악 팬들은 10인치짜리 LP보다 짧은 시간만 들으면 충분할 것이라고 믿었다. 결과적으로, 이 12인치 포맷은 오직 고가의 클래식 음반과 브로드웨이 쇼만을 위해 남겨졌다. 대중음악은 계속해서 10인치 음반에만 등장했다.
그들의 믿음은 틀렸다. 1950년대 중반까지, 비슷한 크기의 78 rpm 사촌과 같은 10인치 LP는 형식 전쟁에서 지고 중단될 것이다. 1970년대 후반과 1980년대 초에 미국과 호주에서 마케팅 대안으로 10인치짜리 소형 LP로 잠시 다시 등장했다.

## 교환기
레코드 교환기라고 불리는 턴테이블은 스핀들에 수직으로 쌓아놓은 레코드를 재생할 수 있었다. 이 배열은 다중 레코드 세트를 자동 시퀀스로 생산하도록 장려했다. 두 개의 레코드 세트가 한 레코드에는 Side 1, Side 4가, 다른 레코드에는 Side 2, Side 3가 있어서 처음 두 쪽은 청자의 개입 없이 변화무쌍하게 연주할 수 있었다. 그리고 나서 그 더미는 뒤집혔다. 대형 박스 세트는 적절한 자동 시퀀싱(1–8, 2–7, 3–6, 4–5)을 사용하여 연속 재생을 허용했지만, 개별 트랙을 검색할 때 어려움을 겪었다.

## 그루브
평균 LP는 양쪽에 약 1,500피트(460m; 0.28m)의 그루브를 가지고 있다. 디스크 표면에 대한 평균 접선 바늘 속도는 시간당 약 1.6키로(1.6km/h; 0.45m/s)이다. 그것은 일정한 선형 속도(CLV)를 제공하기 위해 그들의 회전 속도를 바꾸는 오디오 CD와 달리 외부 가장자리에서 가장 빠르게 이동한다. (대조적으로, CD는 축음기 레코드와 반대로 내부 반지름에서 바깥쪽으로 재생된다.)
331⁄3 rpm 마이크로 그루브 LP에서 재생 시간을 늘릴 수 있는 얇고 간격이 좁은 나선형 그루브은 다가올 큰 소리에 대한 희미한 사전 에코 경고로 이어졌다. 커팅 스타일러스는 필연적으로 후속 그루브 벽의 임펄스 신호 일부를 이전 그루브 벽으로 전송했다. 일부 청취자들은 녹음 내내 이 소리를 구별할 수 있었지만, 큰 소리로 이어지는 조용한 구절은 누구든지 1.8초 전에 발생하는 큰 소리의 희미한 사전 울림을 들을 수 있게 해 줄 것이다. 또한 이 문제는 사운드의 유령이 주 충격 후 1.8초에 도달하는 사후 에코로 나타날 수 있다. 직접 금속 마스터링을 사용하면 에코 전 및 후를 방지할 수 있다.
처음 도입된 LP 레코드들은 78개의 이전 모델과 마찬가지로 고정된 피치 그루브를 사용했다. 자기 테이프를 사용하여 마스터 레코드를 제작함으로써 가변 피치 그루브를 도입할 수 있었다. 기록을 마스터 디스크로 전송하는 데 사용되는 자기 테이프 재생기에는 디스크를 한 바퀴 회전하는 거리만큼 메인 헤드 앞에 보조 재생 헤드가 장착되어 있었다. 이 헤드의 유일한 목적은 녹음의 진폭을 모니터링하는 것이었다. 보조 및 메인 마그네틱 헤드의 소음 레벨이 모두 큰 경우 디스크 녹음 선반의 커팅 헤드가 정상 속도로 구동되었다. 그러나 두 자기 헤드의 소음 수준이 더 조용할 경우 인접한 그루브이 서로 충돌할 위험 없이 디스크 커팅 헤드를 더 낮은 속도로 구동할 수 있다. 따라서 디스크 재생 시간은 조용한 경로의 지속 시간에 따라 증가했다.
레코드 제조업체들은 또한 그루브에 기록된 더 낮은 주파수의 진폭을 줄임으로써 그루브 사이의 간격을 줄이고 재생 시간을 더 늘릴 수 있다는 것을 깨달았다. 그런 다음 재생 시 이러한 낮은 주파수가 원래 수준으로 복원되었다. 또한 고주파 진폭이 디스크를 녹음할 때 인위적으로 증가된 다음 재생 시 원래 수준으로 감소하면 디스크에 의해 발생하는 소음도 비슷한 양만큼 감소한다. 이로 인해 레코드가 재생 시 적용되는 평준화 주파수 응답과 재생 시 적용된 응답의 역수를 결합했다. 각 디스크 제조업체는 자체 버전의 동등화 곡선을 적용했다(주로 각 제조업체의 동등화 곡선이 특허 연동에 의해 보호되었기 때문). 저가 재생 장비는 대부분의 디스크를 합리적으로 잘 재생하는 절충 재생 평준화를 적용했다. 그러나 오디오 애호가 장비용 증폭기에는 전부는 아니더라도 대부분의 디스크 제조업체에 대한 위치가 있는 평준화 선택기가 장착되어 있었다. 평준화의 순효과는 음악이나 기타 콘텐츠의 완전한 충실도를 유지하면서 더 긴 재생 시간과 더 낮은 배경 노이즈를 허용하는 것이다.
1954년 미국 음반 산업 협회(RIAA)는 모든 음반 제조사가 사용할 표준 균등화 곡선을 도입했다. 결과적으로, 저품질과 오디오 애호가 모두 정확한 평준화로 모든 녹음을 재생할 수 있었다. RIAA 균등화 곡선에는 두 가지 버전이 있다. 첫 번째는 단순히 수정 또는 세라믹 재생 카트리지를 사용하여 더 저렴한 장비를 위해 설계된 기록 곡선의 역순이다. 두 번째 곡선은 출력 전압이 기록된 신호의 주파수에 따라 달라지는 자기 재생 카트리지가 장착된 장비를 위한 것이다(전압 출력은 기록된 신호의 주파수와 정비례. 즉, 전압은 기록된 주파수가 두 배로 증가하면 두 배가 됨).

## 충실도와 형식

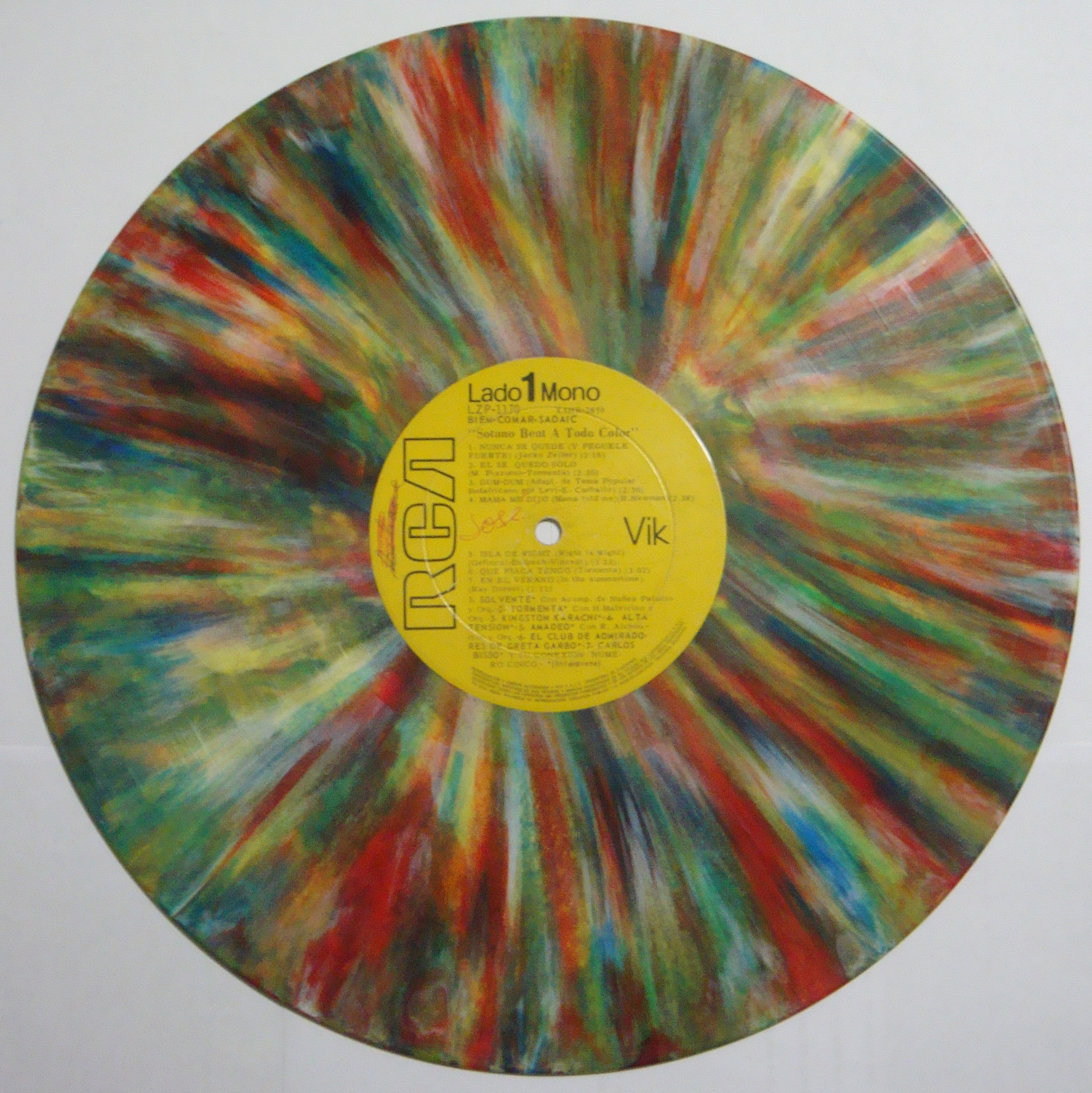
다양한 색상의 LP(Sotano Beat: A Todo Color, 다양한 아티스트 컴필레이션)와 선명한 노란색 비닐(Tulsa McLean의 Rock On Elvis by Tulsa McLean)로 압축된 LP.

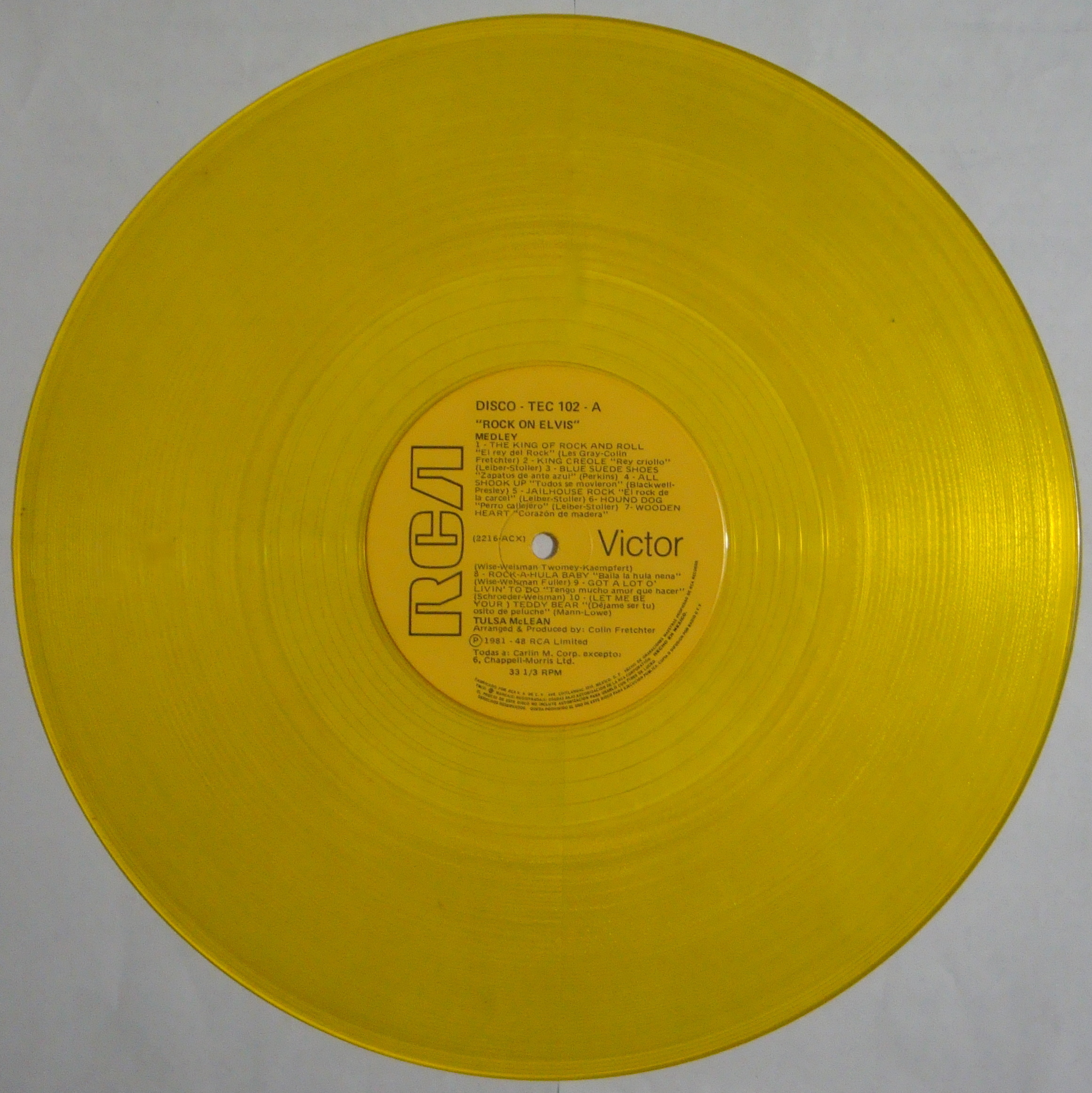
다양한 색상의 LP(Sotano Beat: A Todo Color, 다양한 아티스트 컴필레이션)와 선명한 노란색 비닐(Tulsa McLean의 Rock On Elvis by Tulsa McLean)로 압축된 LP.

LP의 음질은 1948년 창사 이래 크게 향상되었다. 초기 LP 녹음은 모노폰이었지만, 스테레오폰은 1881년에 증명되었고 앨런 블럼린은 1931년에 스테레오폰 사운드를 특허로 등록했다. 1920년대부터 입체음향 음반을 만들려는 시도가 실패했는데, 여기에는 에모리 쿡의 1952년형 "양극" LP가 녹음에서 두 개의 정확한 간격의 트랙(채널마다 한 트랙씩)을 사용하고, 튜닝 포크 모양의 톤 암에서 두 개의 모노럴 픽업을 가지고 연주되어야 했다. 1957년 11월에 오디오 피델리티 레코드에 의해 최종적으로 출시된 최신 시스템은 수직으로부터 45도(그래서 서로 수직)와 동일한, 그리고 반대인 두 개의 변조 각도를 사용한다. 또한 그것은 왼쪽 및 오른쪽 채널의 합에 대한 전통적인 수평 변조를 사용하는 것으로 생각할 수 있으며, 이는 기본적으로 단순한 모노 기록과 호환되며 두 채널의 차이에 대한 수직면 변조를 가능하게 한다.
다음은 이 형식의 몇 가지 중요한 발전 사항이다:
- 고주파(Neumann SX68)를 견딜 수 있는 헬륨 냉각식 커팅헤드; 이전에는 커팅 엔지니어가 레코드 커팅 헤드로 전송되는 신호의 HF 함량을 줄여야 했다. 그렇지 않으면 섬세한 코일이 타버릴 수 있기 때문이다.
- 1960년대 말에 여러 제조업체에 의해 시판된 타원형 스타일러스
- 1960년대 중반부터 시작된 낮은 추적력(2.0g/20mN)으로 작동하는 카트리지
- 레코드의 사용 가능한 대역폭을 확장하는 반속 및 1/3 속도 레코드 절삭
- 오래 지속되는 정전기 방지 화합물(예: RCA Dynaflex, Q-540)
- 고급 스타일러스 팁 형태(시바타, 밴덴헐, 마이크로라인 등)
- 다이렉트 메탈 마스터링
- 1973년부터 시작된 소음 감소(CX 인코딩, dbx 인코딩)
- 1970년대에 사각형 사운드 (4 채널) 레코드는 이산형 및 매트릭스형 둘 다 사용할 수 있게 되었다. 이는 소비자 재생 장비의 비용, 경쟁적이고 호환되지 않는 쿼드 레코딩 표준, 쿼드 리믹스 릴리스의 품질 부족으로 인해 스테레오 레코드의 인기를 얻지 못했다.[19] 쿼드는 속임수라는 평판을 결코 벗어나지 못했으며, 다양한 (상호 호환되지 않는) 이산 서라운드 솔루션은 기술적으로 포착하기 어렵고 재생 시 성능 저하를 겪는 초음파 반송파 신호를 필요로 했다. DVD-오디오와 슈퍼 오디오 CD의 등장으로 한때 레오폴드 스토코우스키와 글렌 굴드와 같은 아티스트들이 선호하고 옹호했던 다채널 녹화가 소박하게 컴백했다. 또한 이러한 형식과 블루레이 오디오에 대한 새로운 서라운드 레코딩이 만들어졌다.
- 1970년대 후반, 엔지니어 게리 블록과 버지스 맥 각막은 동적 범위를 희생하지 않으면서 디스크당 약 10-20% 더 많은 음악을 허용하는 비닐을 마스터하는 프리뷰 시스템을 고안했다. 프리뷰 테이프 헤드는 프로그램 테이프 헤드보다 훨씬 앞쪽에 위치하여 디스크 컴퓨터가 저주파 피크를 충분히 측정하여 피드를 적절히 확장하여 그루브 변조가 더 많이 발생하도록 했다. Compusdisk 시스템은 1980년 AES 컨벤션에서 Zuma Disk Computer(John W. Bittner가 제조) 및 Neumann VMS-80 선반과 함께 공개되었으며, 이 제품에는 자체 고급 Disk 컴퓨터가 있다.

## 디스크 자키들의 사용
카세트 테이프의 큐잉 트랙이 너무 느리고 CD는 2001년까지 창의적인 재생 옵션을 허용하지 않았기 때문에 클럽의 디스크 자키(또는 DJ)는 여전히 비닐 레코드를 자주 사용한다. "DJ"는 항상 라디오에서 다양한 음악을 연주하는 사람(원래 78대, 그 후 45대, 테이프 카트리지와 릴, 지금은 컴퓨터의 CD나 트랙에서 잘라내는 사람)을 의미했던 용어로서, 경마 용어 "조키"의 희곡인 "스크래칭"(녹음 조작)과 믹싱(혼합)의 모든 기술을 포괄하게 되었다. 음악으로 랩을 하거나 심지어 악기를 연주하기도 했지만, 원래 댄스 클럽은 두 개의 턴테이블을 번갈아 가면서 레코드를 연주하는 사람이었다. 이 기술은 한 곡에서 다음 곡으로 가는 비트와 악기를 미묘하게 매치하여 일관된 댄스 템포를 제공했다. DJ들은 또한 1940년대 이후 라디오 디스크 기수들이 해왔던 것과 유사한 요청을 받아들이기 위해 노래가 연주되는 동안 가끔 발표를 하고 후원자들과 곁에서 수다를 떨었다.

## 같이 보기
- 음반 커버